# Alojzy Faber
Alojzy Faber (ur. 17 czerwca 1919 w Ostropie, zm. 16 marca 1996 w Gliwicach) – polski rolnik, poseł na Sejm PRL VII kadencji.

## Życiorys
Syn Pawła i Józefy. Uzyskał wykształcenie zasadnicze zawodowe. Został radnym Miejskiej Rady Narodowej w Gliwicach w 1975 roku, a następnie radnym Wojewódzkiej Rady Narodowej w Katowicach. Był prezesem kółka rolniczego w Ostropie. W latach 1979–1980 pełnił mandat posła na Sejm PRL VII kadencji w okręgu Gliwice. Zastąpił zmarłego Jana Golonkę z Polskiej Zjednoczonej Partii Robotniczej. Zasiadał w Komisji Rolnictwa i Przemysłu Spożywczego. Odznaczony Złotym Krzyżem Zasługi.